# Cryphaea apiculata
Cryphaea apiculata är en bladmossart som beskrevs av W. P. Schimper in B.S.G. 1850. Cryphaea apiculata ingår i släktet Cryphaea och familjen Cryphaeaceae. Inga underarter finns listade i Catalogue of Life.